# Carolina Rosi
Carolina Rosi, née le 26 décembre 1965 à Rome (Latium), est une actrice italienne.

## Biographie
Elle est la fille du réalisateur Francesco Rosi et de Giancarla Mandelli. Sa tante est Mariuccia Mandelli, alias la créatrice de mode Krizia. Après avoir travaillé pendant deux ans à Milan comme styliste de mode aux côtés de Krizia, elle a fréquenté l'Académie nationale d'art dramatique Silvio-D'Amico, dont elle est sortie diplômée en 1988. Compagne depuis plus de vingt ans de l'acteur et réalisateur Luca De Filippo, qu'elle a épousé en 2013, Carolina Rosi est présidente d'honneur de la Fondation Eduardo De Filippo, qu'elle a présidée de 2015 à 2018. Elle dirige aujourd'hui Elledieffe, une société qui s'occupe de productions théâtrales, et Andiamo Avanti Productions, dont les activités comprennent la production de documentaires et de publications pour la valorisation du patrimoine cinématographique et documentaire de Francesco Rosi.

### Carrière
Elle débute au théâtre à l'Académie d'art dramatique en 1986/87, avec la pièce La morte innamorata, une fable morale de Fabio Glissenti, jouée au Teatro di documenti de Rome et mise en scène par Luca Ronconi. En 1987, elle commence sa carrière cinématographique en tant qu'actrice dans le film Chronique d'une mort annoncée, adapté du roman du même nom de Gabriel García Márquez et réalisé par son père, Francesco Rosi.
Dans les années qui suivent, elle continue à travailler au théâtre, au cinéma et à la télévision. En 1987, elle participe au film Ti presento un'amica (it), réalisé par Francesco Massaro ; en 1988, elle joue le rôle de Patrizia dans Pigmalione 88 avec Franco Nero et Elsa Martinelli, réalisé par Flavio Mogherini ; en 1989, elle est Miriam dans Il colore dell'odio de Pasquale Squitieri, au scénario duquel participe également Nanni Balestrini. Elle continue à se mesurer au cinéma de son père, qui la dirige dans Oublier Palerme (1990), où elle joue aux côtés de James Belushi, Mimi Rogers et Philippe Noiret. Elle joue en France en 1991 dans Netchaïev est de retour avec Yves Montand et réalisé par Jacques Deray et dans Au nom du père et du fils de Patrice Noïa. Ses expériences télévisuelles sont nombreuses : en 1992 en Allemagne, elle est avec Elsa Martinelli parmi les interprètes de Alles Glück dieser Erde, réalisé par Michael Mayer. En 1993, elle participe au téléfilm Abraham de Joseph Sargent avec Richard Harris. La même année, elle est Corinna dans la série La famiglia Ricordi, réalisée par Mauro Bolognini, et en 1994, elle est Silvia dans Voci notturne, écrit par Pupi Avati et réalisé par Fabrizio Laurenti.

## Filmographie

### Cinéma
- 1986 : Chronique d'une mort annoncée (Cronaca di una morte annunciata) de Francesco Rosi
- 1987 : Ti presento un'amica (it) de Francesco Massaro
- 1988 : Pigmalione 88 de Flavio Mogherini
- 1989 : Il colore dell'odio de Pasquale Squitieri
- 1989 : Oublier Palerme (Dimenticare Palermo) de Francesco Rosi
- 1991 : Netchaïev est de retour de Jacques Deray
- 1992 : Au nom du père et du fils de Patrice Noïa
- 2004 : Peperoni ripieni e pesci in faccia de Lina Wertmüller